# 2ЭЛ5

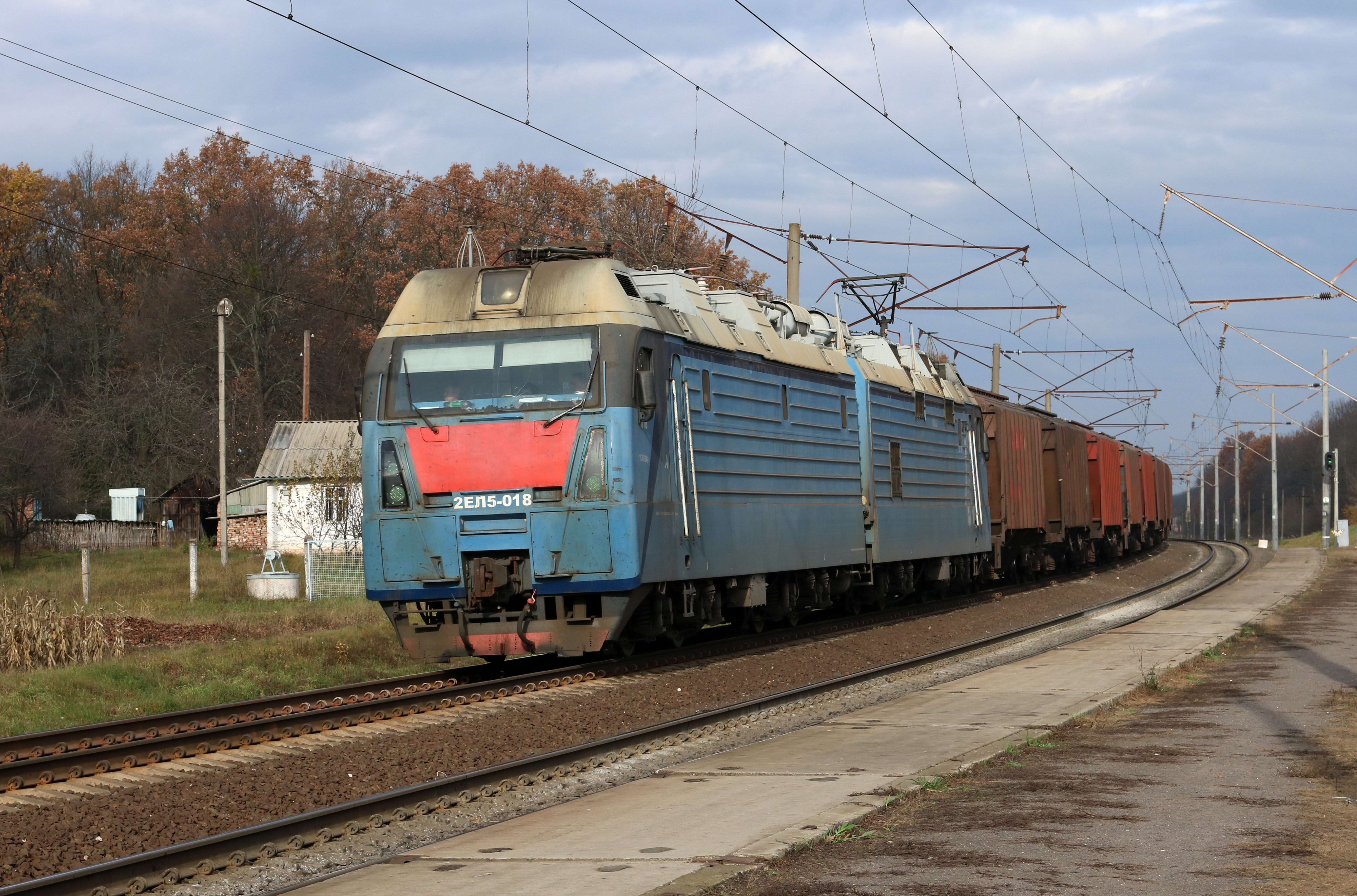
2ЕЛ5-018 — последний из вышедших в эксплуатацию

2ЭЛ5 (2ЕЛ5) —грузовой электровоз  магистральный однофазного переменного тока промышленной частоты с номинальным напряжением 25кВ
Электровоз рассчитан на работу при напряжении в контактной сети от 19 до 29 киловольт, температуре окружающей среды от минус 50°C до плюс 45 °C (предельное значение) и высоте над уровнем моря до 1200 м.

## Производство
2ЭЛ5 собирался на Луганском тепловозостроительном заводе. Большими сериями не выпускался, выпущено 18 локомотивов (19-21 так и не вышли с завода). Электровоз 2ЭЛ5 (в простонародье «ёлка») практически полная копия российского электровоза 2ЭС5К «Ермак». Они имеют идентичные характеристики и отличаются тяговыми двигателями ДТК-820 (Украинского производства ООО СЭМЗ), а также установкой крана машиниста с дистанционным управлением № 130.